# Gare de Khrystynivka
La gare de Khrystynivka  (ukrainien : Христинівка (станція)) est une gare ferroviaire située dans la ville de Khrystynivka en Ukraine.

## Situation ferroviaire

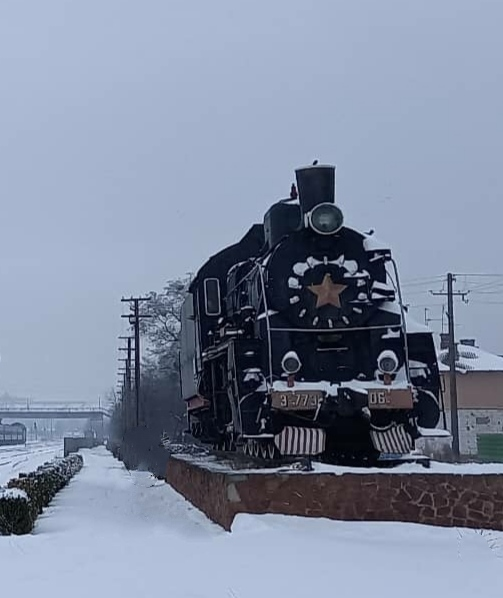
Monument avec la locomotive Er-773-06.

La gare est le départ pour les directions de : gare d'Ouman, gare de Vapnyarka, gare de Tcherkassy et  Kozyatyn-I.

## Histoire
La gare est ouverte en 1890. La bâtiment actuel a été construit en 1954 pour remplacer celui détruit lors de la seconde guerre mondiale.

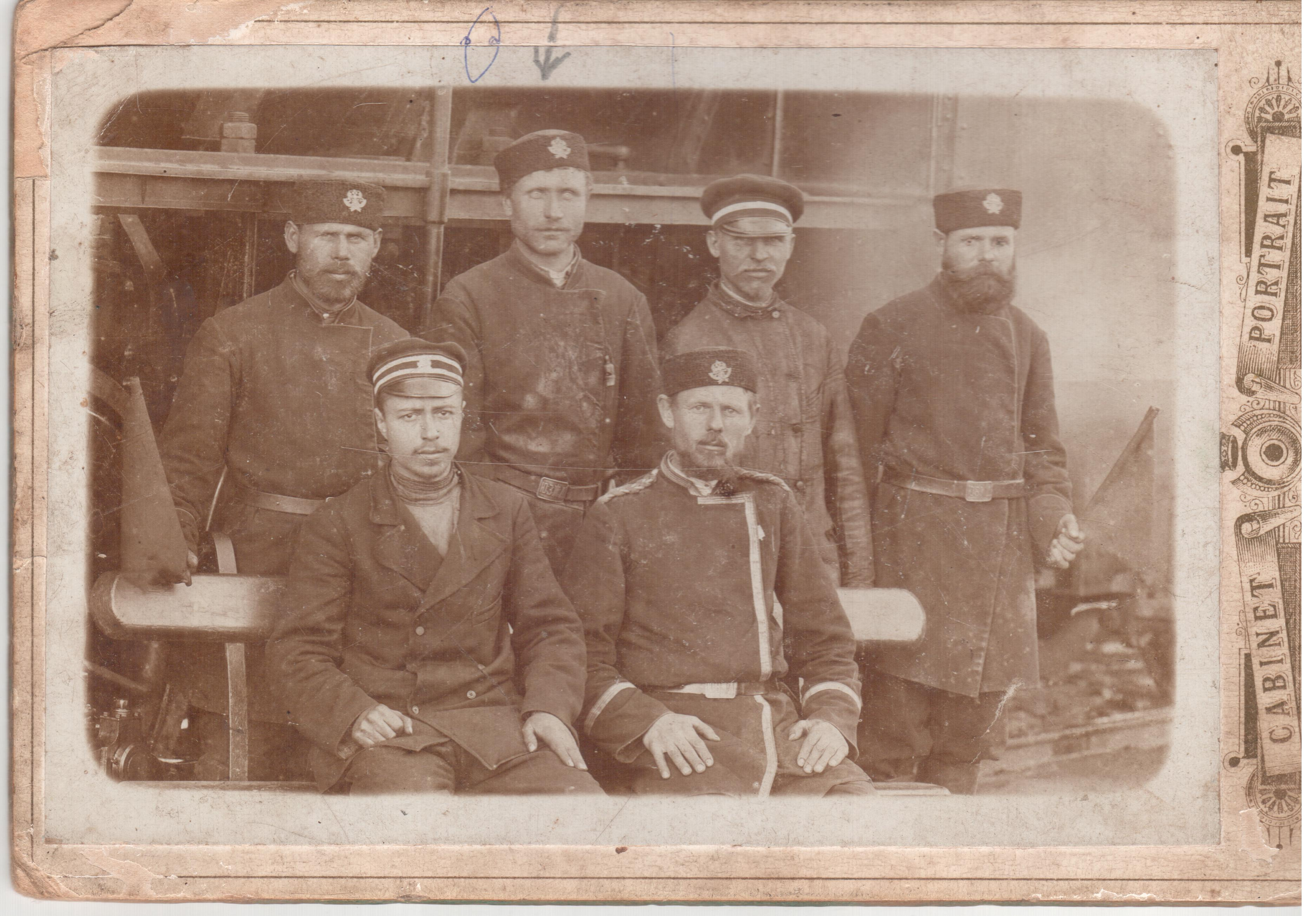
Conducteurs russes de la gare au début du XXe siècle.

### Accueil

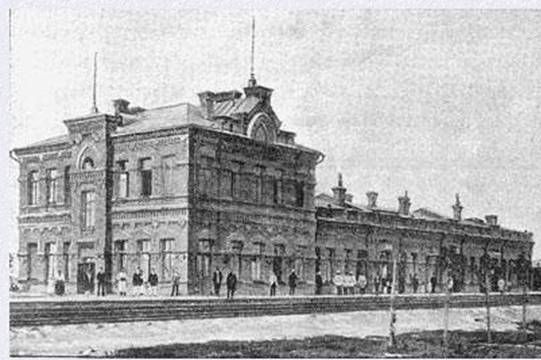
Avant 1914.